# North Huish
Pour les articles homonymes, voir Huish.
North Huish est un village et une paroisse civile du Devon, situé dans le sud-ouest de l'Angleterre. 